# James Dewar (musicista)
James Dewar (Glasgow, 12 ottobre 1942 – Paisley, 16 maggio 2002) è stato un bassista e cantante britannico, noto per essere stato membro dapprima degli Stone the Crows, e in seguito del power trio Robin Trower Band .

## Biografia
La carriera di Dewar iniziò nel 1964 con i Luvvers nei primi anni '60, e raggiunse il suo apice con la Robin Trower Band, un power trio rock britannico formatosi nel 1973, che gli permise di diventare uno dei più noti cantanti della scena blues rock degli anni settanta.
Il suo timbro vocale era profondo e cupo, e il suo stile era influenzato da Ray Charles e Otis Redding.  
Dewar incise un album da solista, Stumbledown Romancer, durante gli anni '70, al culmine della sua carriera, ma non  venne pubblicato fino al 1998.

## Discografia

### Solista
- 1998 - Stumbledown Romancer
- 2015 - Word for Word

### Con la Robin Trower Band
- 1973  Twice Removed from Yesterday
- 1974  Bridge of Sighs
- 1975  For Earth Below
- 1976  Robin Trower Live!
- 1976  Long Misty Days
- 1977  In City Dreams
- 1978  Caravan to Midnight
- 1979  Victims of the Fury
- 1983  Back It Up'

### Con gli Stone the Crows
- 1970 - Stone the Crows
- 1970 - Ode to John Law

### con i Luvvers
- 1966 - Something to Shoot About